# 니나 시몬: 영혼의 노래
《니나 시몬, 영혼의 노래》(영어: What Happened, Miss Simone?)는 2015년 공개된 미국의 다큐멘터리 영화이다. 제88회 아카데미상 다큐멘터리 장편 영화상 부문에 후보로 올랐다.

## 같이 보기
- 2015년 영화